# Sint-Gertrudiskerk (Ruigoord)
De Sint-Gertrudiskerk is een voormalig rooms-katholiek kerkgebouw in het dorp Ruigoord in de gemeente Amsterdam in de Nederlandse provincie Noord-Holland.
De kerk is ontworpen door  C.P.W. Dessing en was gewijd aan de Heilige Gertrudis van Nijvel.
In de kerk staat een beeld van Gertrudis met een staf met muizen.
In 1973 is de kerk buiten gebruik gesteld, omdat het gehele dorp gesloopt zou worden. In juli 1973 gaf de laatste pastoor de sleutels van de pastorie aan Amsterdamse kunstenaars, die het kerkgebouw en de pastorie in gebruik namen. Sindsdien wordt de kerk gebruikt voor culturele activiteiten en evenementen.
In de speelfilm Cha Cha werd in 1979 door Simon Vinkenoog in de kerk het huwelijk tussen Herman Brood en Nina Hagen gesloten.   

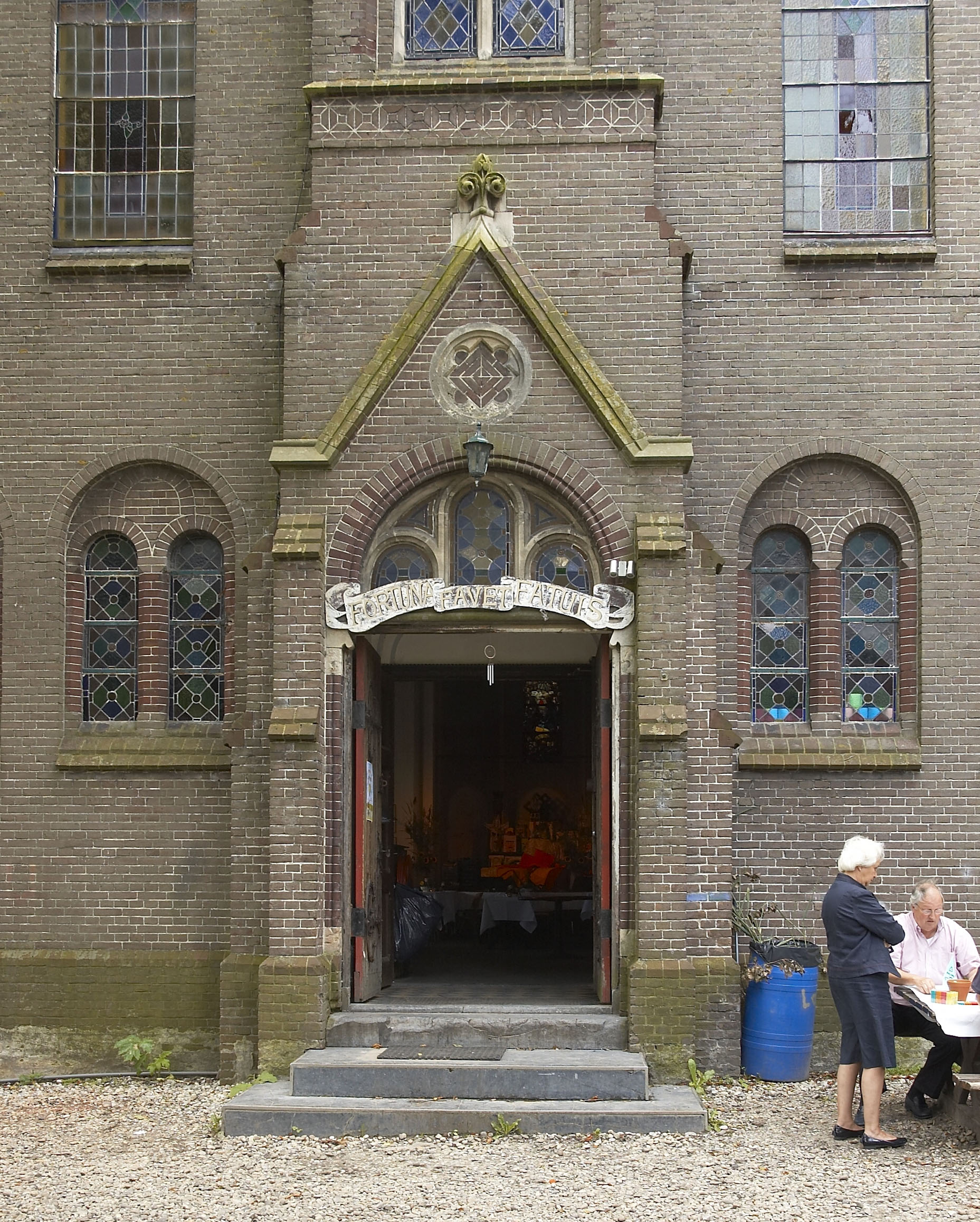
De hoofdingang van de kerk